# Ількуча (річка)
Ількуча (рос. Илькуча) — річка в Україні у Корюківському й Сновському районах Чернігівської області. Ліва притока річки Снов (басейн Десни).

## Опис
Довжина річки 33 км, найкоротша відстань між витоком і гирлом — 23,84  км, коефіцієнт звивистості річки — 1,38 . Формується багатьма безіменними струмками та загатами. Річка частково каналізована.

## Розташування
Бере початок на південно-східній стороні від села Костянтинівка у заболоченій місцині. Тече переважно на південний захід селом Тихоновичі, понад селом Ількуча і на південно-східній стороні від села Старі Боровичі впадає у річку Снов, праву притоку Десни.
Населені пункти вздовж берегової смуги: Мишине, Лука.

## Цікаві факти
- У верхів'ї та в пригирловій частині річка протікає заболоченою місцевістю[1].